# 索普鎮區 (明尼蘇達州哈伯德縣)
索普鎮區（英語：Thorpe Township）是位於美國明尼蘇達州哈伯德縣的一個行政鎮區。

## 地方資料
索普鎮區的面積為93.15平方千米，當中陸地面積為90.21平方千米，而水域面積為2.94平方千米。根據2020年美國人口普查的數據，當地共有人口39人，而人口密度為每平方千米0.42人。